# Crypthelia cryptotrema
Crypthelia cryptotrema is een hydroïdpoliep uit de familie Stylasteridae. De poliep komt uit het geslacht Crypthelia. Crypthelia cryptotrema werd in 1981 voor het eerst wetenschappelijk beschreven door Zibrowius. 